# Blackbeard
Edward Teach o Edward Thatch (c. 1680 – Lima, 22 de novembre de 1718), més conegut com a Barbanegra, era un pirata anglès molt conegut que va operar al voltant de les Índies Occidentals i la costa oriental de les colònies Nord-americanes de Gran Bretanya. Tot i que se sap poc sobre la seva vida, va néixer probablement a Bristol, Anglaterra. una recerca genealògica recent indica que la seva família es va traslladar Jamaica on Edward Thatch, Jr. s'enrola com a mariner en l'Armada Reial a bord HMS Windsor el 1706. Podria haver estat un mariner en vaixells durant la guerra de Reina Anne abans de decidir-se en l'illa de Bahames de Nova Providència, una base per Capità Benjamin Hornigold, la tripulació de la qual Teach uneix algun cop al voltant 1716. Hornigold va col·locar-lo al capdavant d'una corbeta que havia capturat, i el dos participen en actes nombrosos de pirateria. Els seus números van ser augmentats per l'addició a la seva flota de dos vaixells més, un dels quals va ser manat per Stede Barret, però cap al final de 1717 Hornigold es va retirar de la pirateria, agafant dos vaixells amb ell.
Teach va capturar un vaixell mercant francès, i el va rebatejar com a Queen Anne's Revenge, i el va equipar amb 40 canons. Va esdevenir un pirata famós, el seu cognom va derivar de la seva barba negra gruixuda i aspecte temible; es va dir que va lligar espoletes enceses sota el barret per espantar els seus enemics. Va formar una aliança de pirates i va bloquejar el port de Charles Town, South Carolina. Després de rescatar amb èxit els seus habitants, encallar Queen Anne's Revenge en un banc de sorra a prop de Beaufort, North Carolina. Va separar l'empresa amb Barret i es va assentar a Bath Town, on va acceptar un perdó reial. Però aviat va tornar a la mar, on va atreure l'atenció d'Alexander Spotswood, el Governador de Virginia. Spotswood va preparar un grup de soldats i mariners per intentar de capturar el pirata, cosa que van fer el 22 de novembre de 1718. Durant un violenta batalla, Teach i molts de la seva tripulació van ser matats per un grup petit de mariners dirigits pel tinent Robert Maynard.
Un perspicaç i calculador dirigent, Teach va menysprear l'ús de força, confiant en comptes d'això en la seva imatge temible per a provocar la resposta que el desitjava d'aquells a qui va robar. Contràriament a la imatge actual del pirata tirànic tradicional, va manar els seus vaixells amb el permís de les tripulacions. Va ser romantitzat després de la seva mort i va esdevenir la inspiració per a treballs de ficció relacionat amb tema de pirates.

## Primers anys de vida
Se sap poc dels primers anys de vida de Blackbeard. Es creu que va morir quan tenia entre 35 i 40 anys, i per això degué néixer aproximadament el 1680. En registres de l'època el seu nom és Blackbeard, Edward Thatch o Edward Teach; l'últim és més utilitzat avui en dia. Tanmateix, hi ha diverses ortografies del seu cognom —Thatch, Thach, Thache, Thack, Tack, Thatche i Theach. Una font primerenca afirma que el seu cognom era Drummond, però la falta de documentació fa que aquest nom sigui poc probable. Els pirates tenen habitualment cognoms ficticis utilitzats mentre estaven dins del negoci de pirateria, fi de no tacar el nom de la família, i això fa poc probable que el nom real de Teach sigui mai conegut.
L'augment de les colònies americanes de la Gran Bretanya durant el segle xvii i la ràpida expansió del comerç d'esclaus a l'Atlàntic durant el segle xviii havia fet de Bristol un important port de mar internacional, i Teach va ser criat allà en un moment en què era probablement la segona ciutat més gran a Anglaterra. És molt possible que pogués llegir i escriure; es comunicava amb els comerciants i quan van ser assassinat tenia en el seu poder una carta dirigida a ell pel Jutge President i Secretari de la província de Carolina, Tobias Knight. L'autor Robert Lee especulava que Teach podia haver nascut a una família respectable, rica. És possible que arribés al Carib en els darrers anys del segle xvii, en un vaixell de comerç (possiblement un vaixell esclau). El segle xviii l'autor Charles Johnson va afirmar que Teach va ser durant alguns anys mariner treballant de Jamaica en vaixells durant la Guerra de la Successió espanyola, i que "sovint s'hi hagi distingit per la seva audàcia poc comuna i valor personal". Es desconeix fins a quin punt durant la guerra el Teach es va unir, d'acord amb el registre de la major part de la seva vida abans de convertir-se en un pirata,

## Providència Nova
Amb la seva història de colonialisme, comerç i pirateria, les Índies De l'oest era el lloc per molts incidents marítims dels segles xvii i xviii. El pirata Henry Jennings i els seus seguidors van decidir, a principis del segle xviii, utilitzar l'illa inhabitada de Providència Nova com a base per les seves operacions; sent fàcil d'arribar pel Florida Strait i les seves rutes de navegació, que eren plenes amb vaixells europeus que travessen l'Atlàntic. El port de la Providència Nova fàcilment podria acomodar centenars de vaixells, i era massa poc fonda pels vaixells més grans de l'Armada Reial. L'autor George Woodbury va descriure Providència Nova com "una ciutat sense cases; que era un lloc d'estada temporal i refresc per a una població flotant, ," continuant, "Els únics residents permanents eren els pirates seguidors del campament, els comerciants i els paràsits ; tot altres eren transitoris." En Providència Nova, els pirates van trobar un teja trobat un respir de la llei.
Teach era un dels qui van venir per gaudir dels beneficis de l'illa. Probablement poc després de la signatura del Tractat de Utrecht, es va traslladar allà des de Jamaica, i amb més corsaris una vegada que implicat en la guerra, va esdevenir implicat dins pirateria. Possiblement el 1716, es va unir a la tripulació de Capità Benjamin Hornigold, un pirata famós que va operar a les aigües segures de la Providència Nova. El1716 Hornigold va col·locar Teach al càrrec d'una corbeta que havia capturat. A principis de 1717, Hornigold i Teach, cadascú captanejant una corbeta, es van dirigir cap al continent. Van capturar un vaixell que portava 120 tonells de farina fora de l'Havana, i poc després va agafar 100 tonells de vi d'una corbeta fora de Bermudes. Uns quants dies més tard van parar un vaixell de Madeira a Charles Town, South Carolina. Teach i el seu oficial d'intendència, William Howard,[nb 1] van haver de lluitar per controlar les seves tripulacions. Per aquelles dates probablement havien desenvolupat un gust pel vi de Madeira, i el 29 de setembre prop de Cape Charles tot el que van agafar de la Betty of Virginia va ser el seu carregament de Madeira.
Va ser durant aquest creuer amb Hornigold que es va fer el primer informe de Teach, en el qual és enregistrat com a pirata en el seu dret propi, al capdavant d'una tripulació gran. En un informe fet per un Capità Mathew Munthe en una patrulla d'anti-pirateria per Carolina del Nord, "Thatch" va ser descrit com operant "una corbeta de 6 canons i aproximadament 70 homes". El setembre Teach i Hornigold van trobar Stede Bonnet, un terratinent i agent militar d'una família rica que hi havia girat a la pirateria abans que un any. La tripulació de Bonnet era aproximadament de 70 i es diu que estaven descontents amb les seves ordres, així com amb el permís de Bonnet, Teach va agafar control del seu vaixell Revenge. La flotilla dels pirates ara consistia en tres vaixells; Teach al Revenge, la vella corbeta i el Ranger de Hornigold . Per octubre, un altre vaixell havia estat capturat i afegit a la petita flota. La corbeta Robert de Filadèlfia i Good Intent of Dublín va ser parat el 22 d'octubre de 1717, i el seu carregament buidat.